# Cratere Lugdunum
Lugdunum è un cratere sulla superficie di 21 Lutetia.